# Моя жена и дети
«Моя жена и дети» (англ. My Wife and Kids) — американский комедийный телесериал, который транслировался на канале ABC с 28 марта 2001 до 17 мая 2005 года. В шоу снялись Дэймон Уэйанс и Тиша Кэмпбелл-Мартин в ролях Майкла и Джанет Кайлов, семейной пары, которая живёт в Стэмфорде, штат Коннектикут и практикуют эксцентричные методы воспитания своих детей.
«Моя жена и дети» транслировался на ABC на протяжении пяти сезонов и имел умеренный успех в рейтингах. Шоу никогда не достигало Топ 30 самых рейтинговых программ года, и его пик успеха пришелся на второй сезон, который занял сорок первое место в годовой таблице самых наблюдаемых программ. С осени 2005 года сериал выходит в синдикации на ряде каналов, вплоть по настоящее время.

## Актёры и персонажи

### Главные герои
- Дэймон Уэйанс — Майкл Ричард Кайл
- Тиша Кэмпбелл-Мартин — Джанет Мария «Джей» Кайл
- Джордж Гор II — Майкл Ричард Кайл — младший
- Джаз Рэйкол, Дженнифер Фриман — Мария Клэр Кайл
- Паркер Поузи Маккенна — Кади Джей Кайл
- Ноа Грей-Кейби — Франклин Мамфорд
- Эндрю Макфарлейн — Тони Джефферс
- Миган Гуд в третьем сезоне, Бруклин Судано (4-5) — Ванесса Скотт-Кайл

### Приглашенные звезды
| - Бетти Уайт - Лорен Том - Дэймон Уэйанс-младший - Ларри Миллер - Марлен Форте - Леброн Джеймс - Шакил О’Нил - Гэри Коулман | - Луи Ферриньо - Терри Крюс - Вивика А. Фокс - Кинен Айвори Уэйанс - Брайан МакНайт - Тейлор Лотнер - Мос Деф - Майкл Джордан |